# Dobijak amerykański
Dobijak amerykański (Ammodytes americanus) – gatunek morskiej ryby z rodziny dobijakowatych.

## Zasięg występowania
Występuje w północno-zachodniej części Oceanu Atlantyckiego u wybrzeży Stanów Zjednoczonych i Kanady. Spotyka się go najczęściej w płytkich otwartych wodach o głębokości do 70 metrów, choć wpływa także do zatok i ujść rzek.

## Opis
Osiąga do 23,5 cm długości, ciało silnie wydłużone, smukłe, spłaszczone bocznie. Ubarwienie złotawo-żółte. Jeden z głównych składników pokarmowych dużych waleni takich jak humbak.
Żywi się głównie skorupiakami planktonowymi, rzadziej narybkiem. Występuje w ławicach, zagrożony ukrywa się w piaszczystym dnie. Tarło na przełomie jesieni i zimy.